# Living Planet Report Nederland 2015
Het Living Planet Report Nederland 2015 is de eerste editie voor Nederland van het Living Planet Report en is gebaseerd op de Living Planet Index Nederland (LPI 2015). Deze index volgt de gemiddelde veranderingen in de populatiegrootte van diersoorten vanaf 1990. De LPI 2015 toont dat het sinds 1990 weer wat beter gaat met de natuur in Nederland die sinds 1900 sterk was verarmd. Dat is een totaalbeeld. Er zijn soorten waar het goed mee gaat, soorten waar het slecht mee gaat en soorten die stabiel blijven; er zijn plaatsen waar de natuur zich wat herstelt, maar ook plaatsen waar de achteruitgang nog doorgaat. Door de LPI op te splitsen naar leefgebied (land, zoet water, zee) wordt duidelijk hoe verschillende soortgroepen het in verschillende leefgebieden doen.
Het rapport werd op 29 oktober 2015 gepubliceerd door het Wereld Natuur Fonds (WNF). Aan de studie die eraan ten grondslag ligt is bijgedragen door Naturalis Biodiversity Center, Centraal Bureau voor de Statistiek, Planbureau voor de Leefomgeving, Wageningen University & Research en duizenden vrijwilligers van de soortenorganisaties Anemoon, EIS, Ravon, Sovon, de Vlinderstichting en de Zoogdiervereniging. De voor de Living Planet Index gevolgde methodiek is ook wetenschappelijk gepubliceerd.

## Dieren op het land

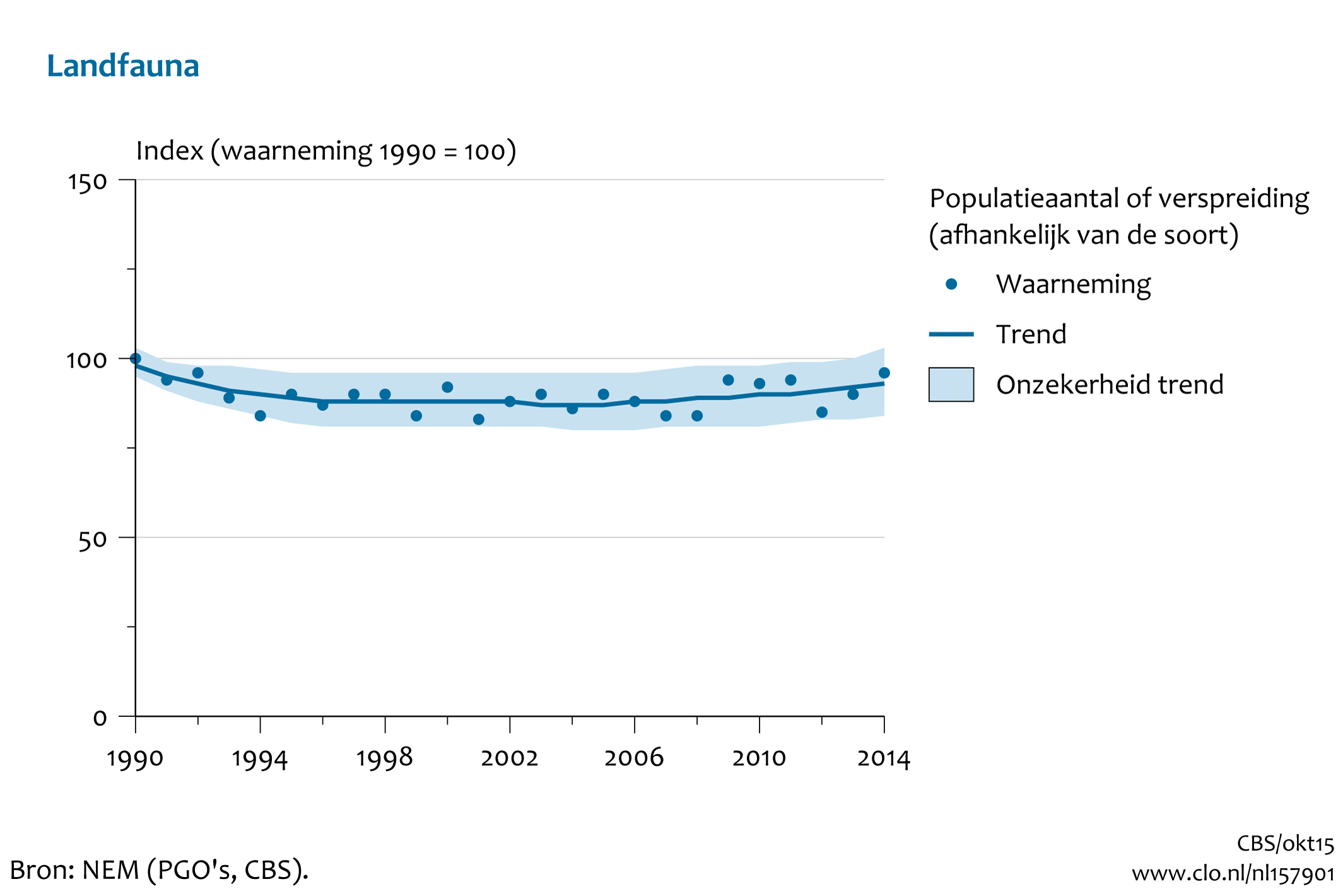
Trend fauna land, 1990-2014

De omvang van populaties van diersoorten die vooral op het land leven, is sinds 1990 gemiddeld stabiel gebleven. De Rode Lijst graadmeter, die aangeeft hoeveel soorten het moeilijk hebben en hoe moeilijk zij het hebben, geeft grofweg hetzelfde beeld. Hij laat zien dat voor deze soorten de situatie tot 2005 slechter werd en dat er daarna geen verdere achteruitgang meer was, en zelfs een licht herstel. Nederland heeft veel verloren, maar het verlies lijkt hier nu gestopt. De ontwikkelingen van de natuur op het land in Nederland zijn momenteel beter dan die wereldwijd: de mondiale LPI voor land (voor gewervelde dieren) nam sinds 1990 af.

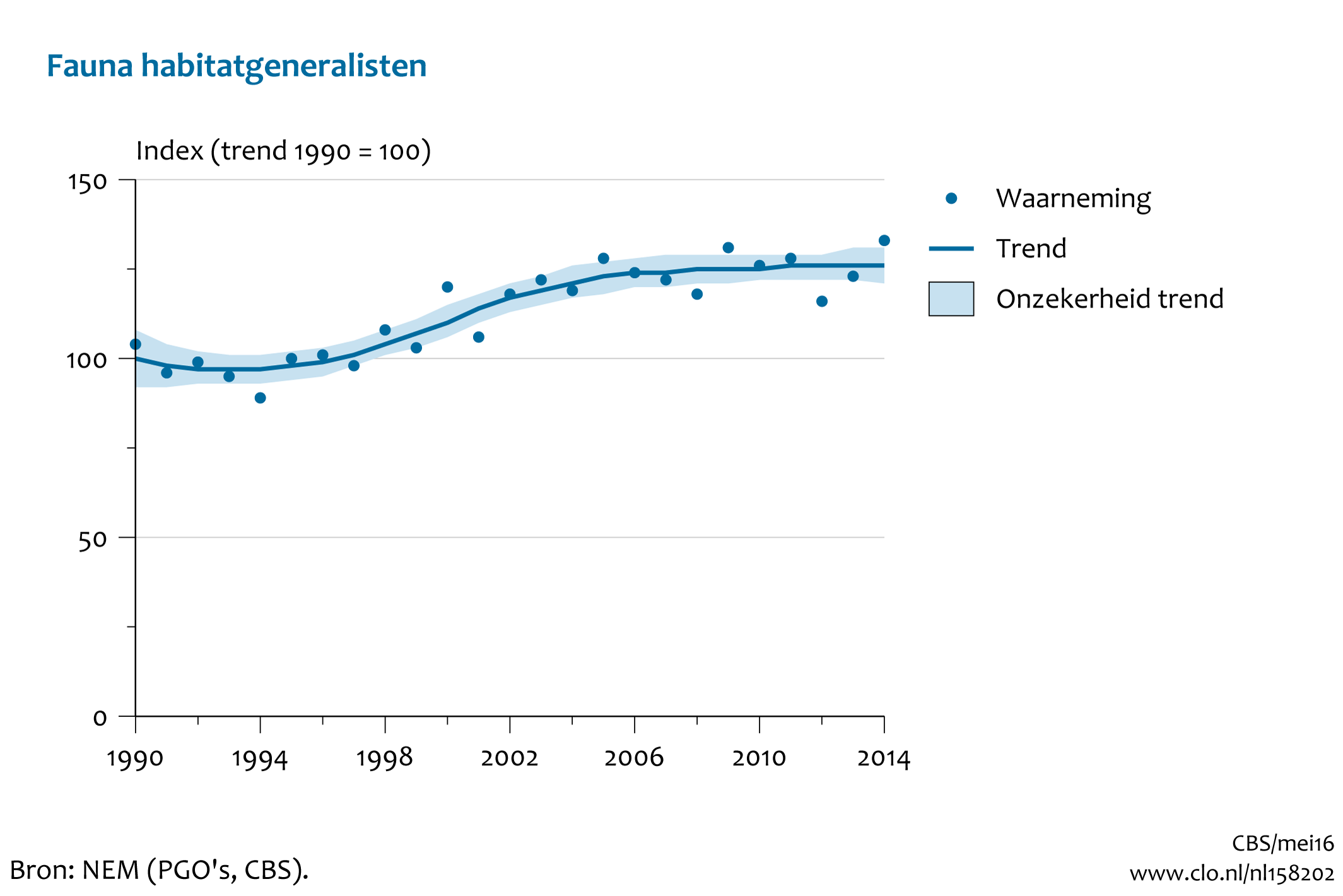
Trend fauna habitatgeneralisten, 1990-2014

De populatieomvang van soorten die aan open natuurgebieden of aan agrarisch landschap zijn gebonden neemt af. De aantallen van soorten die overal kunnen leven, zoals sommige vleermuizen, roodborst en klein koolwitje, zijn gemiddeld matig toegenomen sinds 1990 en de laatste tien jaar stabiel gebleven. Deze niet aan specifieke leefgebieden gebonden soorten compenseren de afname van specialisten van open natuurgebieden en boerenland.
Met een toename van de populaties van soorten die overal kunnen leven kan een grotere eenvormigheid ontstaan. Zo gaat de samenstelling van de broedvogelpopulaties in willekeurige delen van Nederland steeds meer op elkaar lijken.
Een andere ontwikkeling is dat de soortensamenstelling verandert door klimaatverandering: koudeminnende soorten gaan in aantal achteruit, warmteminnaars nemen toe.

### Natuurgebieden

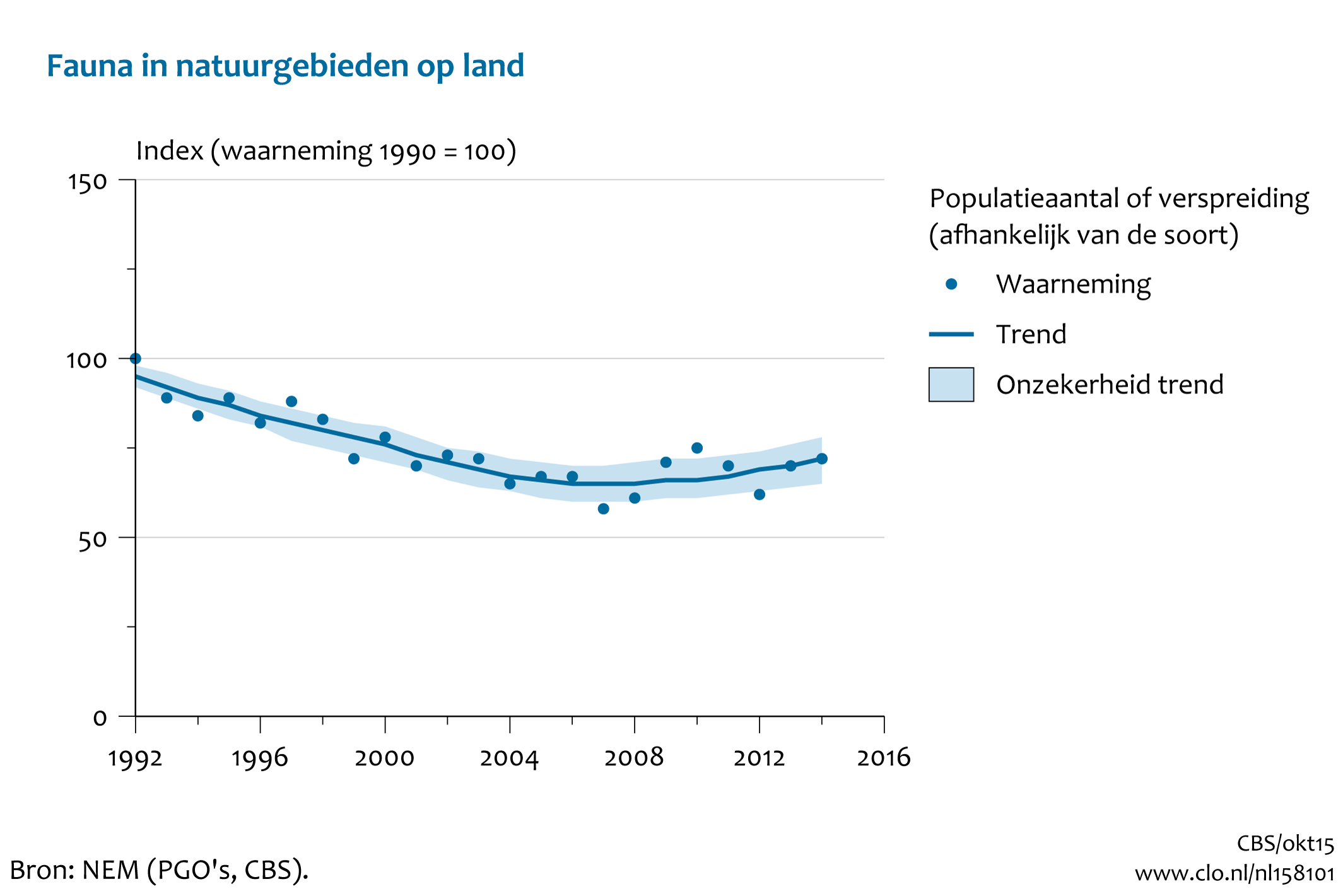
Trend fauna in natuurgebieden, 1990-2014

In natuurgebieden op het land, dat wil zeggen bos, hei, open duin en de meest extensief beheerde graslanden, is de omvang van populaties van diersoorten sinds 1990 gemiddeld afgenomen met 30 procent. De laatste tien jaar was er een matige toename.
Er is een groot verschil tussen de ontwikkelingen in bossen en open terreinen (heide, open duinen, niet-agrarische graslanden). In de bossen was de situatie stabiel, in open terreinen is sprake geweest van een afname met 50 procent; de laatste tien jaar is de situatie stabiel gebleven.
Verdroging van natuurgebieden, zowel bossen als open natuurgebieden, treft plantensoorten en diersoorten, bijvoorbeeld vlindersoorten in bossen en duinen.

#### Bossen

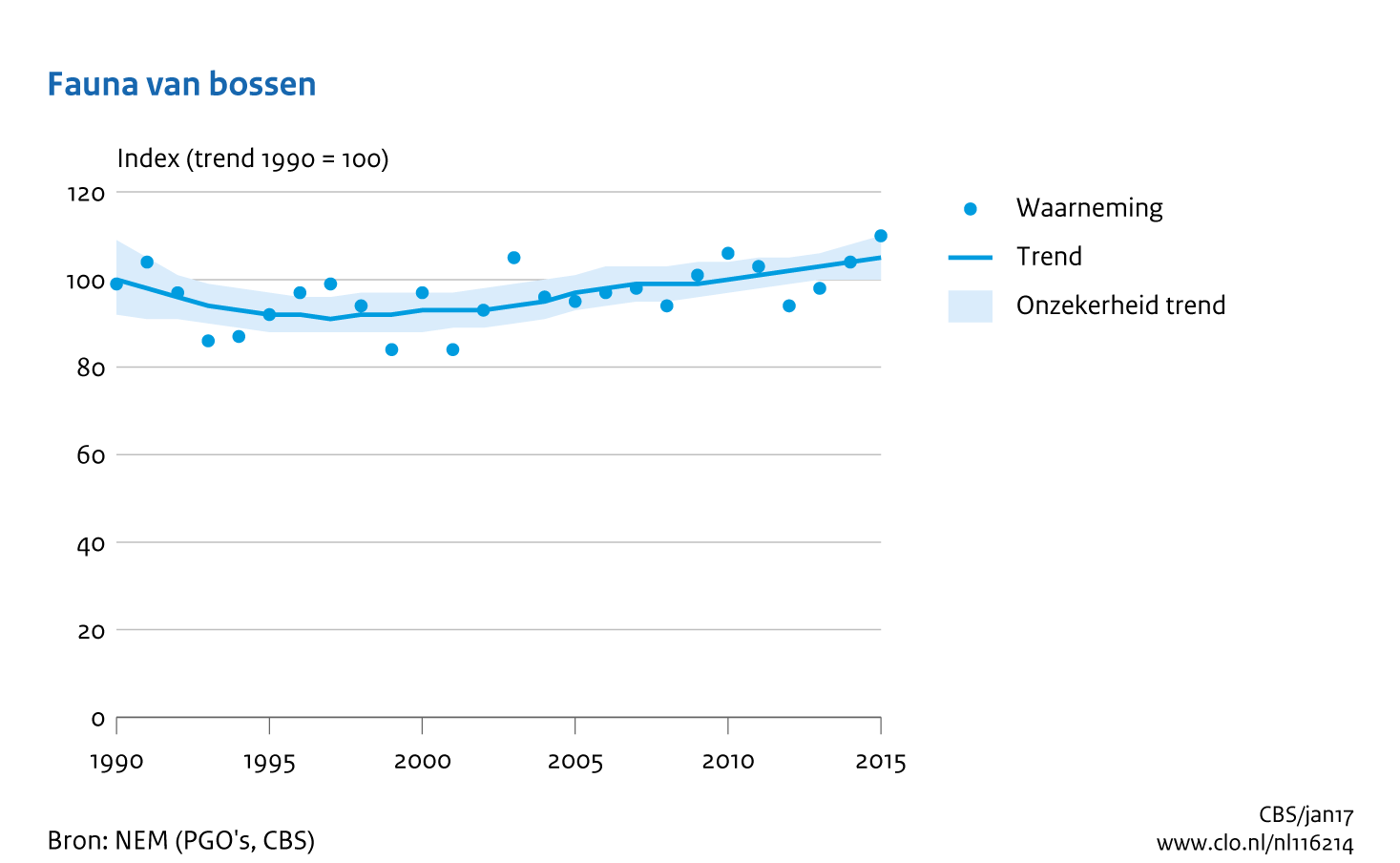
Fauna van het bos, 1990-2015

De Nederlandse bossen zijn aan veranderingen onderhevig. Er zijn nieuwe bossen aangelegd en bestaande bossen worden gemiddeld ouder en krijgen meer variatie in opbouw; dood hout mag blijven liggen. Veel ongemengd naaldbos wordt omgevormd naar natuurlijker gemengd bos en loofbos. Hakhoutbossen, die ooit het merendeel van het Nederlandse bosareaal uitmaakten, zijn nu marginaal en vaak doorgeschoten en dichtgegroeid.
Algemene bosvogels en boombewonende vleermuizen profiteren van de nieuwe bossen, holenbroeders doen het goed in de oudere bossen. Roofvogels, met name buizerd, havik en sperwer, doen het goed in bossen in laag Nederland. In bossen op hoge zandgronden doen ze het juist slecht, omdat ze daar weinig voedsel vinden van goede kwaliteit. Enkele vogelsoorten van naaldbos (kuifmees, zwarte mees) gaan achteruit, mogelijk door omvorming van naaldbos naar loofbos.
Bosvlinders hebben het moeilijker gekregen omdat zij gebonden zijn aan zonnige plekken, zoals open plekken en bosranden, of aan heel open bossen, bijvoorbeeld hakhout. In oudere, en dus hogere bossen is er juist meer schaduw.

#### Open natuurgebieden

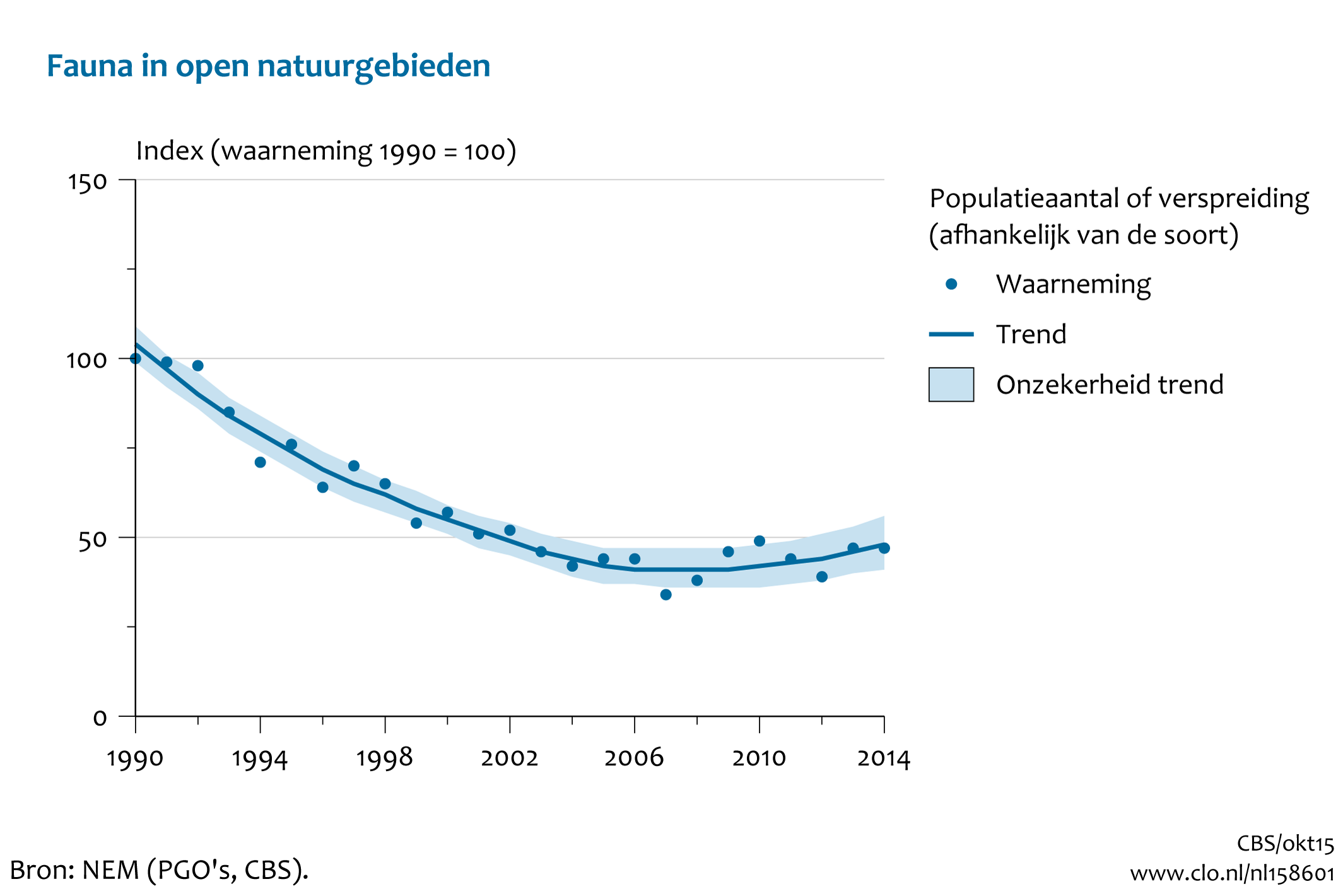
Trend fauna open natuurgebieden, 1990-2014

In heide, open duinen en niet-agrarische graslanden gaan zowel vogels als vlinders achteruit; reptielen blijven er stabiel. In de duinen is het konijn (dier) sinds 1985 achteruitgegaan, maar nu herstellen de populaties zich weer enigszins.
Vogels en vlinders hebben te lijden van de stikstofdepositie (vermesting), waardoor open gebieden dichtgroeien met grassen, struiken en bomen. In de open duinen is de vergrassing als gevolg van stikstofdepositie extra groot doordat konijnen, van oudsher de natuurlijke begrazers, onder virusziekten hebben geleden. Op verschillende plaatsen is daarom vee ingezet. Dat helpt wel tegen vergrassing, maar toch keren typische diersoorten van duinen niet of nauwelijks terug.
Aan open natuurterrein gebonden vogels als tapuit en wulp nemen sterk af, terwijl struikvogels als grasmus en nachtegaal wat toenemen.

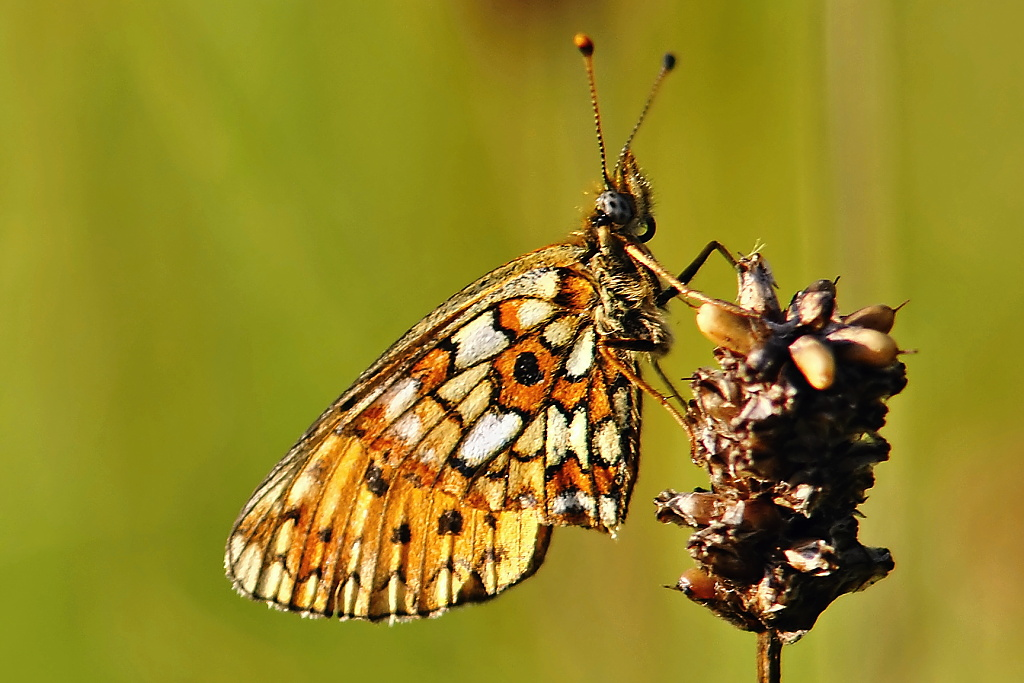
Zilveren maan

Vlinders gaan achteruit, omdat grassen en struiken hun voedselplanten en waardplanten hebben verdrongen. Vlindersoorten die als ei of rups overwinteren, ondervinden een tweede nadeel, want door vermesting schiet de vegetatie in het voorjaar sneller op dan vroeger en in een beschaduwde en dus koele omgeving groeien ze trager. De vlindergemeenschappen veranderen bovendien van samenstelling. Soorten met een voorkeur voor voedselarme omstandigheden, bijvoorbeeld heivlinder en zilveren maan, worden zeldzamer. Net als vlinders verliezen ook bijen (niet in de index opgenomen) hun voedselplanten.
Reptielen verdwijnen waar te veel struiken verschijnen; ze hebben zonnige plekken nodig om op temperatuur te komen en te blijven. Ze profiteren van het warmere klimaat. Daar staat tegenover dat ze grootschalige begrazing slecht verdragen. Door te intensieve begrazing van heidegebieden in Noord-Brabant bijvoorbeeld gaan levendbarende hagedis en gladde slang achteruit;  bij kleinschalig beheer, zoals dat bijvoorbeeld in De Meinweg wordt uitgevoerd, gedijen reptielen beter.
In versnipperde natuurgebieden is de toekomst van een aantal soorten onzeker. De populaties zijn klein, verschillende populaties kunnen niet mengen en inteelt dreigt. Door toevalsfluctuaties lopen kleine populaties snel het risico om plaatselijk uit te sterven en herkolonisatie is dan moeilijk voor soorten die zich moeilijk verspreiden. De heivlinder is daar een voorbeeld van. Ook voor reptielen is versnippering een risicofactor.

### Agrarisch landschap

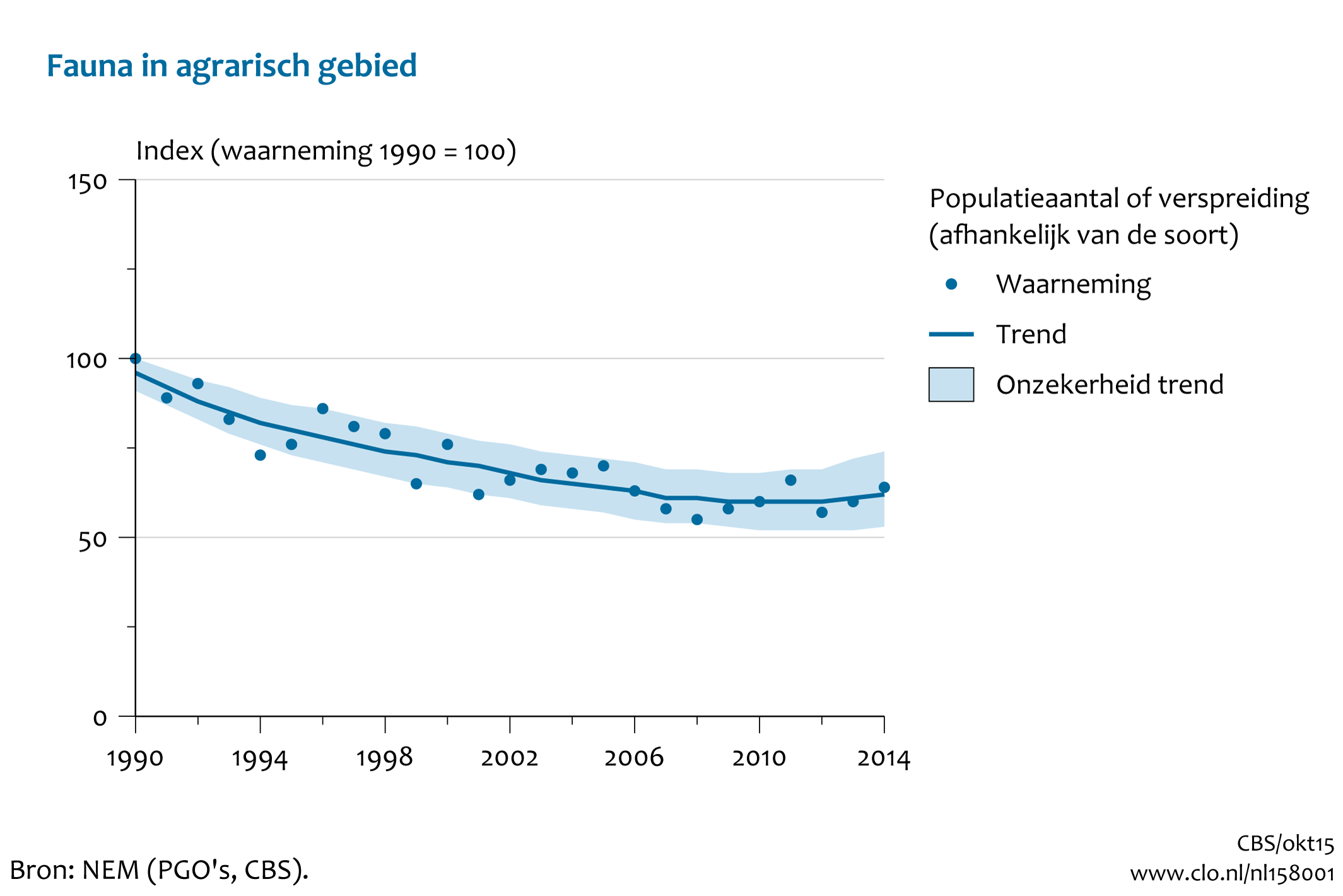
Trend vogels, zoogdieren en dagvlinders agrarisch gebied, 1990-2014

In het agrarisch landschap daalde de omvang van populaties van diersoorten tussen 1990 en 2013 gemiddeld sterk met 40 procent. Agrarisch landschap maakt momenteel 70 procent uit van het Nederlandse landoppervlak, dus deze achteruitgang telt flink aan.
Zowel dagvlinders als broedvogels zijn als groep achteruitgegaan.
De haas bleef stabiel, de das en de hamster zijn vooruitgegaan, de hermelijn en de wezel gingen achteruit.
Veel diersoorten hebben te lijden van de teloorgang van de kleinschalige, extensieve landbouw door ruilverkaveling en schaalvergroting. Randen en overhoekjes met nectarplanten, waardplanten, voedsel, schuilplaatsen en nestgelegenheid verdwijnen. Verregaande intensivering en productieverhoging veroorzaken vermesting en verdroging. Grasland wordt vroeg en vaak gemaaid, gewassen staan in monoculturen op het veld en worden behandeld met bestrijdingsmiddelen. Bestrijdingsmiddelen die momenteel grote zorgen baren zijn de neonicotinoïden.
De weidevogels zijn onder vogels de meest bekende slachtoffers van intensivering, maar ook andere boerenlandvogels gaan achteruit.

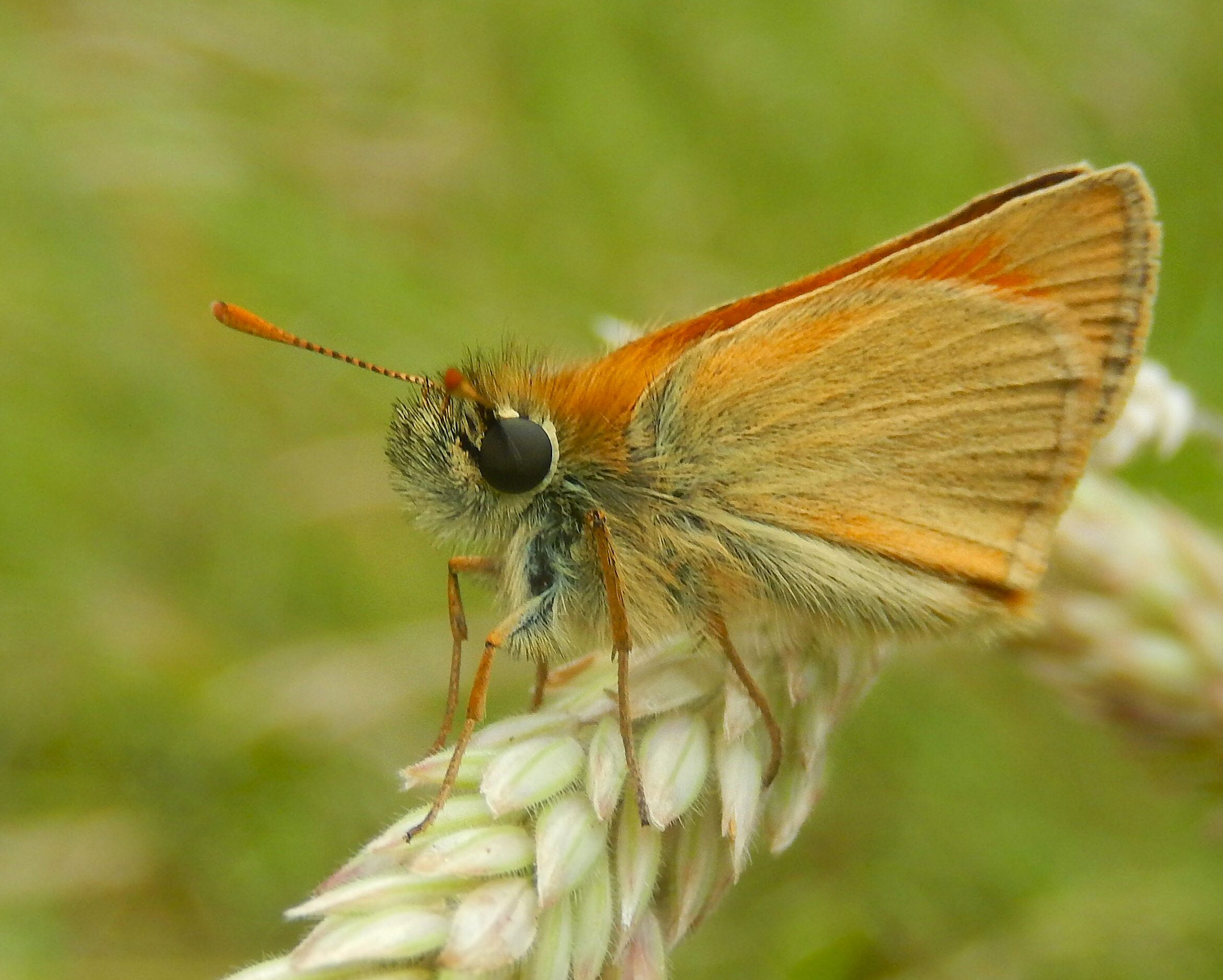
Geelsprietdikkopje

Ook vlinders ontbreken nagenoeg in het boerenland, omdat hun voedselplanten en waardplanten schaars zijn. Zo heeft de zilveren maan, een vlinder van vochtige, bloemrijke graslanden die tot in de jaren vijftig van de twintigste eeuw veel voorkwam, in het huidige agrarisch landschap niets meer te zoeken. Vlinders komen alleen nog voor in randen, dijken, bermen en overhoekjes van het agrarisch landschap. Daarvan zijn er steeds minder en de kwaliteit gaat achteruit door toenemende vermesting. Rupsen hebben daarbij te lijden van bestrijdingsmiddelen die vanaf de landbouwpercelen verwaaien (Groenendijk et al., 2002). Boerenlandvlinders, zoals argusvlinder, geelsprietdikkopje en hooibeestje, doen het tegenwoordig in natuurgebieden en zelfs in steden minder slecht dan op het boerenland, want daar vinden ze meer bloemen en kruiden.
De hamster profiteert van herintroductie en van een strikt beheerprogramma en ook de das weet zich te herstellen dankzij een beschermingsprogramma.
De veranderingen in de landbouw treffen ook soorten van zoet water, vooral door vermesting en verdroging en door bestrijdingsmiddelen.

### Stad en dorp

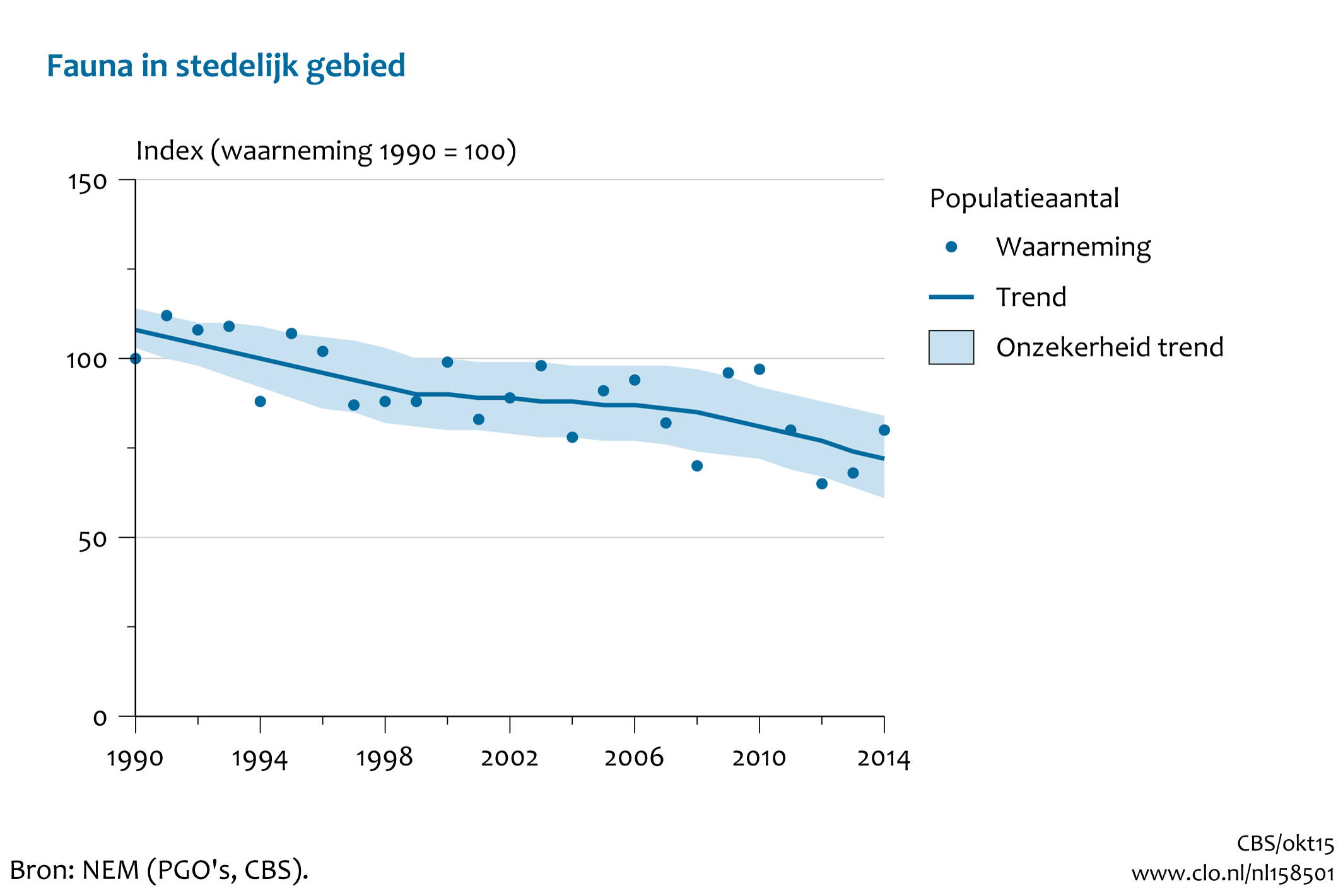
Trend fauna stad, 1990-2014

Bijna 15 procent van het Nederlandse landoppervlak is bebouwde kom en dat percentage neemt toe. De natuur in steden en dorpen ging erop achteruit, blijkt uit de gemiddelde afname in populatieomvang van soorten broedvogels en dagvlinders: tussen 1990 en 2013 zijn de populaties met 30 procent afgenomen. Vlinderpopulaties gingen gedurende de hele periode achteruit; bij vogels is de situatie de laatste tien jaar stabiel gebleven.
Hoewel er een toenemende aandacht is voor de stad als biotoop en voor groen in de stad, profiteert de natuur nog niet. Want de bebouwing wordt dichter, tuinbezitters vervangen het groen door tegels, plantsoenen worden aangeharkt en braakliggende landjes met onkruid en ruigtes verdwijnen. Zo verliezen vogels hun voedsel (zaden, insecten) en vlinders hun nectarplanten en waardplanten. Vogels verliezen bovendien nestplaatsen bij huizen door renovatie, isolatie en sneldekpannen.
De meeste huizenbroeders en parkvogels, zoals huismus en spreeuw, gaan daardoor in aantal achteruit. Maar de stad biedt ook kansen: watervogels en de holenbroeders doen het er bijna allemaal goed. Ook sommige vlinders kunnen juist in de stad een leefplek vinden.

## Dieren in zoet water en moerassen

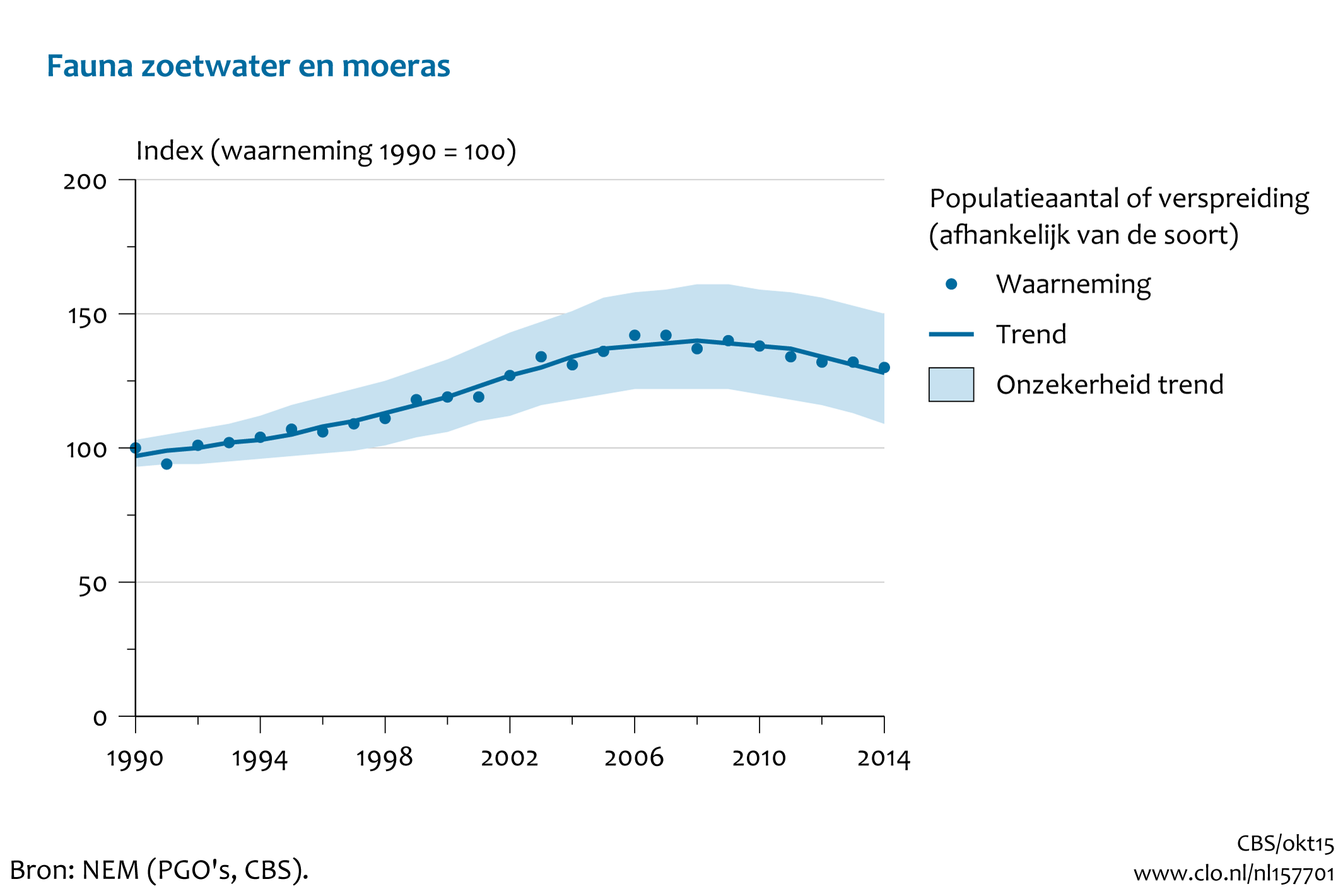
Trend fauna zoet water en moeras, 1990-2014

De populatiegrootte van diersoorten in het zoete water, inclusief moerassen, is sinds 1990 gemiddeld met 40 procent toegenomen. De laatste tien jaar waren de populaties gemiddeld stabiel. Ook de Rode Lijst graadmeter voor bedreigde dieren in zoet water laat een duidelijke verbetering zien. De toename kwam na een veel grotere afname tussen 1900 en 1990. De ontwikkeling in het zoete water is de afgelopen decennia beter geweest dan die op het land.
Wereldwijd daalde de LPI voor zoet water tussen 1990 en 2010 (WWF, 2014).
De zoetwatervissen waren sinds 1990 stabiel. De libellen zijn vooruitgegaan en bleven sinds 2003 stabiel. Otter, meervleermuis en watervleermuis gingen vooruit. De broedvogels van moerassen namen gestaag toe. De grote vuurvlinder schommelde.
De amfibieën namen sinds 1990 jarenlang toe, maar namen sinds 2008 af. Die recente afname is vrijwel geheel toe te schrijven aan de vuursalamander, die bijna verdween. Op de rugstreeppad na, die de laatste tien jaar ook wat achteruitgegaan is, bleven de andere amfibieën stabiel of namen ze toe.
Door schaalvergroting in de landbouw en ruilverkaveling in de jaren zestig en zeventig van de twintigste eeuw zijn sloten en poelen verloren gegaan en beken rechtgetrokken, gekanaliseerd en gestuwd. Dat is voor veel diersoorten ongunstig geweest.

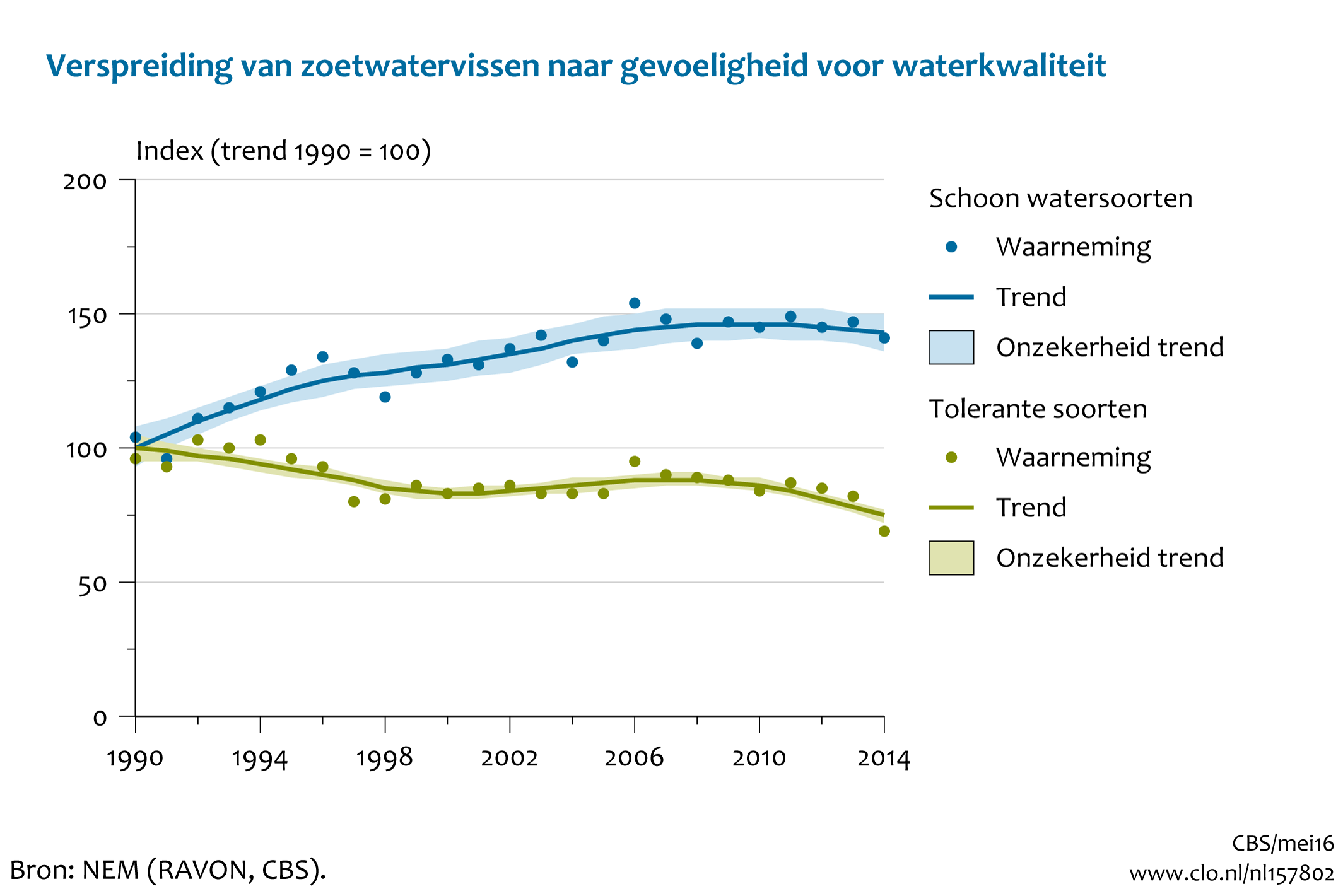
Verspreiding van zoetwatervissen naar gevoeligheid voor waterkwaliteit, 1990-2014

Daar staat tegenover dat de waterkwaliteit is verbeterd dankzij nationaal en internationaal milieubeleid, al is die kwaliteit nog niet voldoende. Splitsen we de vissen op in soorten die aan schoon water gebonden zijn en soorten die een mate van vervuiling verdragen, dan blijken de soorten van schoon water vooruit te zijn gegaan en de tolerantere soorten achteruit; de laatste tien jaar zijn beide groepen stabiel. Maar vissoorten moeten het schonere water wel kunnen bereiken, en dat kan alleen als er een vispopulatie in de buurt is en er geen barrières tussen en binnen waterlopen bestaan. Kritische soorten als grote modderkruiper en beekprik lukt het vaak niet.
Ook de andere diergroepen profiteren van een betere waterkwaliteit: vogels, zoals krooneend en purperreiger, en libellen. De verbetering van de waterkwaliteit heeft ook bijgedragen aan het succes van de herintroductie van de otter.
Daarbij neemt het aantal natuurvriendelijke oevers toe, wat vissen paai-, schuil- en opgroeigebieden oplevert en ook gunstig is voor libellen. Bovendien worden steeds meer vispassages aangelegd die vissen als de winde helpen om van het ene naar het andere gebied te trekken.
Moerassen, die versnipperd zijn en dichtgegroeid, worden nu beschermd en hersteld en het areaal moeras neemt toe, met name in de Oostvaardersplassen en in afgesloten zeegaten bij het Lauwersmeer. Veel moerasvogels profiteren daarvan. Maar voor sommige soorten, namelijk purperreiger, sprinkhaanzanger, rietzanger, snor en kleine karekiet, ligt de oorzaak van de positieve trend misschien deels buiten Nederland. Zij overwinteren in Afrika en daar was de situatie de laatste jaren gunstig.

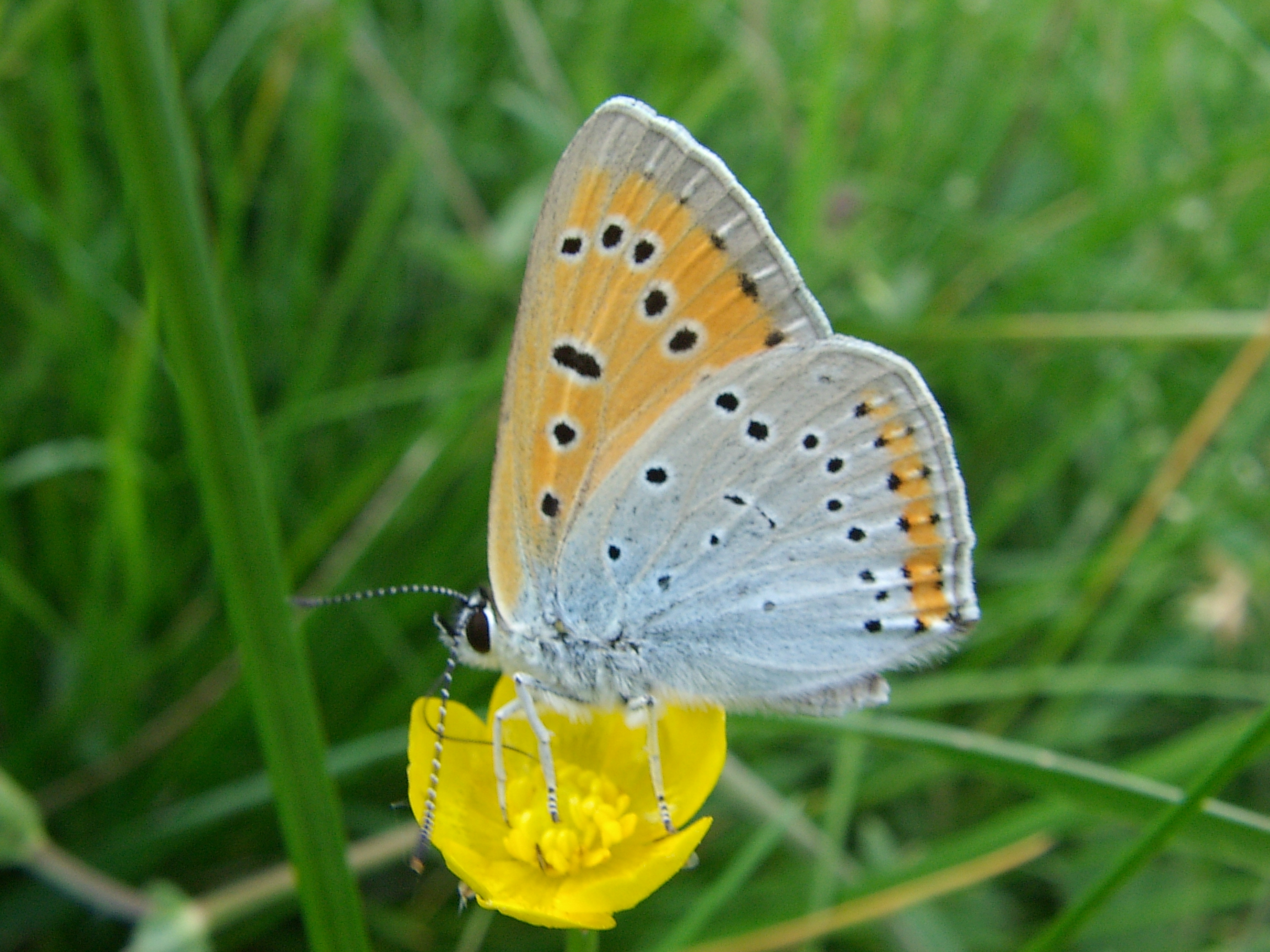
Grote vuurvlinder (vrouwtje)

De grote vuurvlinder, een karakteristieke soort van laagveenmoerassen, heeft het moeilijk. Deze vlinder is voor zijn voortplanting gebonden aan veenmosrietland, een vegetatietype dat alleen ontstaat waar open water begint te verlanden tot moerasbos. Het aantal vlinders fluctueert sterk en het risico van uitsterven is groot, omdat de Nederlandse ondersoort wereldwijd nog maar in twee gebieden voorkomt: de Weerribben en de Rottige Meente.
Er vestigen zich veel nieuwe en exotische soorten in het zoete water. Zij bereiken Nederland op eigen kracht. Bijvoorbeeld via het Main-Donaukanaal dat in 1992 werd opengesteld en dat het stroomgebied van de Rijn verbindt met dat van de Donau. Ook worden dieren uit vijvers en aquaria in het wild uitgezet. Deze uitheemse soorten tellen niet mee in de LPI, maar hebben er wel een effect op. Ze kunnen namelijk inheemse soorten verdringen en ziektes met zich meebrengen. Zo verdween de rivierdonderpad uit het beneden-rivierengebied door de invasie van vier exotische grondelsoorten. De vuursalamander werd slachtoffer van een zeer agressieve exotische schimmel.
Net als bij natuur op het land zorgt de klimaatverandering ook in zoet water voor een verschuiving in soortensamenstelling: koudeminnende soorten gaan in aantal achteruit, warmteminnaars nemen toe.

## Dieren in de Noordzee

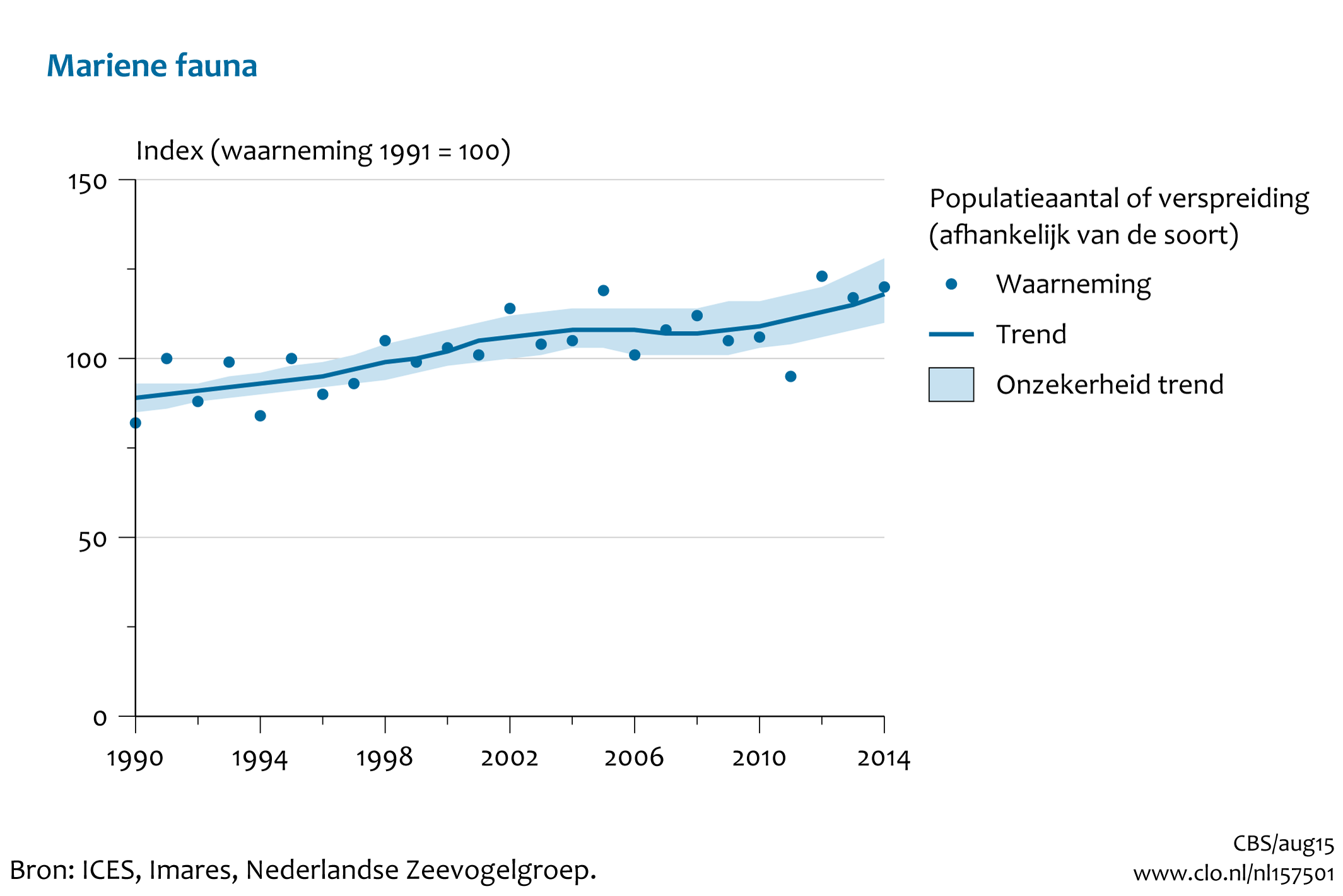
Trend mariene fauna, 1990-2014

De populaties van zoogdieren en vissen in de Noordzee zijn tussen 1990 en 2003 gemiddeld met 25 procent toegenomen. Sinds 2003 bleven de populatiegroottes gemiddeld stabiel. Het gaat hier om de hele Noordzee, dus niet alleen het Nederlandse deel. De Wadden, de Delta en de Noordzeekust zijn nog niet in de LPI opgenomen. De toename volgde op een sterke achteruitgang die al voor 1900 begon. De recente ontwikkeling was beter dan die op land, maar minder goed dan die in zoet water en moerassen. 
De mondiale LPI voor zout water is tussen 1990 en 2010 ongeveer stabiel gebleven.
De gewone zeehond neemt in aantallen toe dankzij een verbeterde waterkwaliteit, maatregelen tegen verstoring en immigratie vanuit Duitse en Deense gebieden. De populatie heeft zich goed hersteld na twee uitbraken van een virusziekte. Ook de grijze zeehond doet het goed, vooral doordat dieren van de Britse eilanden richting Nederland komen. Er worden in de Noordzee bij Nederland ook steeds meer bruinvissen gezien. Waarschijnlijk komt dit doordat de populatie vanuit de noordelijke Noordzee naar het zuiden verhuist bij gebrek aan voedsel in de noordelijke Noordzee.
De verspreidingsgebieden van de vissoorten zijn gemiddeld stabiel. Het aantal vissoorten neemt toe (cf. Heessen et al., 2015) en er zijn ongeveer evenveel soorten waarvan het verspreidingsgebied toeneemt als krimpt. Hoofdoorzaken van de veranderingen zijn visserij en klimaatverandering.
De meeste commercieel belangrijke vissoorten van de Noordzee zijn in de vorige eeuw overbevist. De omvang van de visserijvloot was tussen 1950 en 1990 sterk gegroeid, de vangsten waren toegenomen tot een piek rond 1970 en de visstanden kelderden. Ook niet-commerciële vissoorten hadden van de visserij te lijden, de haaien en roggen wel het meest. Sinds de EU de visserij aan banden legde, wordt er minder weggevangen. Haring en schol hebben daarvan geprofiteerd, maar het herstel van kabeljauw blijft achter, tong fluctueert, en zeewolf en makreel, horsmakreel, en wijting gaan nog achteruit.

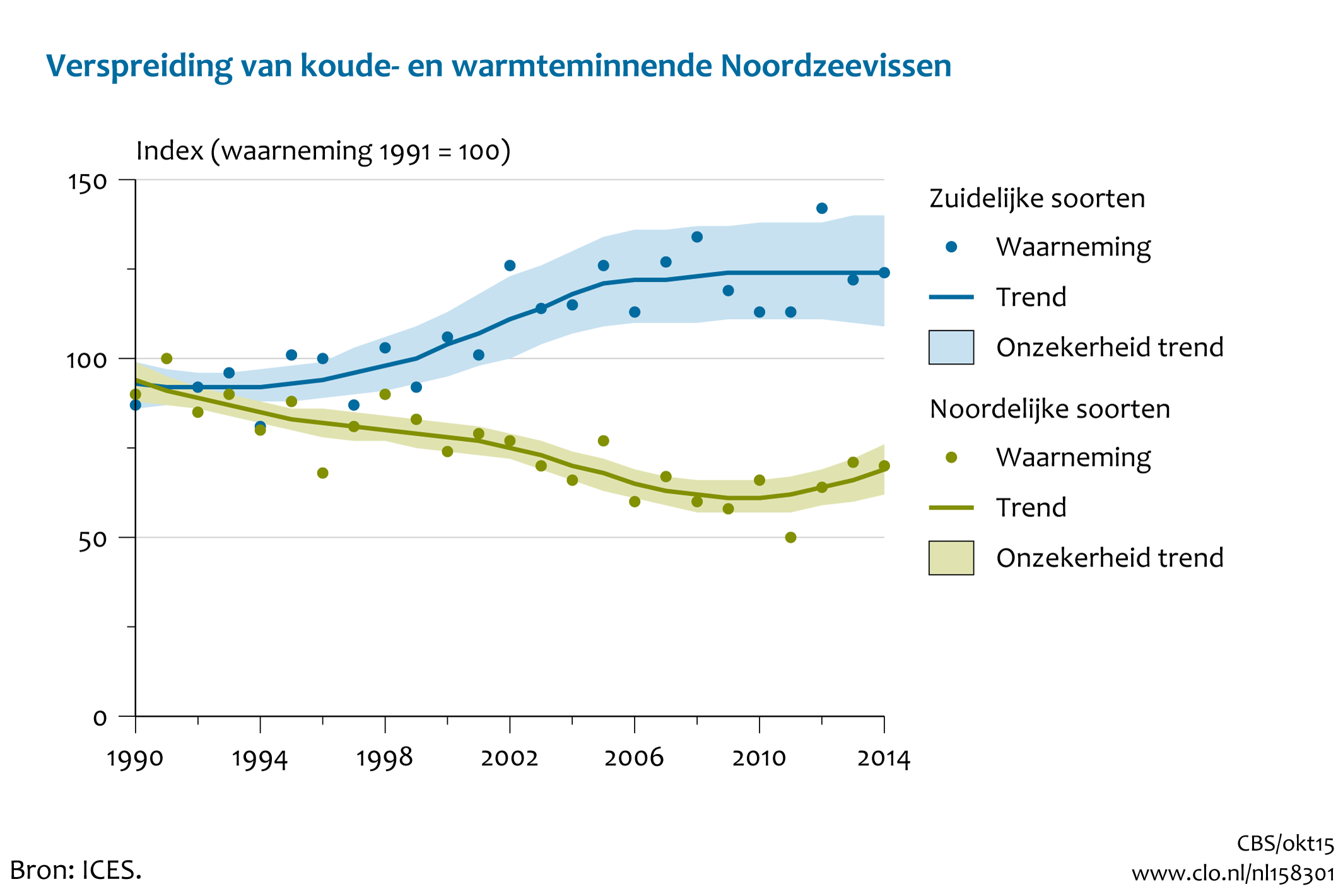
Invloed klimaatverandering op koude- en warmteminnende zeevissen, 1990-2014

De trends in de visstand zijn echter niet eenvoudig aan de visserij te koppelen, want ze zijn deels ook het gevolg van klimaatverandering. Doordat het water in de Noordzee warmer wordt, komen er zuidelijke, warmteminnende vissoorten, zoals kleine pieterman, schurftvis en ansjovis, bij. Het verspreidingsgebied van de noordelijke, koudeminnende soorten is tussen 1990 en 2003 afgenomen en de laatste tien jaar stabiel gebleven.
Die soortverschuiving blijkt ook uit een Engelse studie (Rutterford et al., 2015). De soortenrijkdom neemt daardoor toe (Ter Hofstede et al., 2010; Tulp et al., 2009).
De bodemberoerende visserij heeft niet alleen invloed op de visstand, maar ook op bodemfauna, zoals schelpdieren. De bodem wordt vernield, waardoor schelpdieren hun leefgebied verliezen of beschadigd raken. Hierdoor verandert de samenstelling van het bodemleven, wat doorwerkt in het hele ecosysteem en effect heeft op de voedselketens, de productiviteit en structuur van populaties.
Vogels die op doortrek of om te overwinteren de Wadden en de Delta aandoen, gaan in aantal achteruit.